# Roberto Cabañas
Roberto Cabañas González (* 11. April 1961 in Pilar; † 9. Januar 2017 in Asunción) war ein paraguayischer Fußballspieler.

## Sportlicher Werdegang
Cabañas begann seine Karriere beim Club Cerro Porteño. Nachdem er bei der Junioren-Weltmeisterschaft 1979 aufgetrumpft und anschließend im Dezember des Jahres mit der paraguayischen A-Nationalmannschaft die Copa América 1979 gewonnen hatte, holte New York Cosmos ihn Anfang 1980 in die North American Soccer League. Das von Warner Communications geführte Franchise sowie die Meisterschaft befand sich im Umbruch, alternde Stars wie Pelé oder Franz Beckenbauer hatten ihre Karrieren beendet und ABC als Rechteinhaber zog sich sukzessive aus der TV-Übertragung zurück. Der junge Cabañas übernahm eine Führungsrolle und gewann mit dem Klub in den Spielzeiten 1980 und 1982 jeweils die NASL-Meisterschaft und reüssierte dabei als regelmäßiger Torschütze, zudem wurde er als „MVP“ Spieler des Jahres der Spielzeit 1983. Bereits am Ende der Spielzeit 1984 wurde die Meisterschaft aufgrund finanzieller Probleme jedoch aufgelöst.

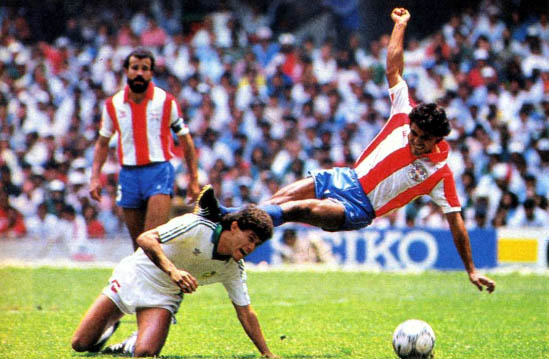
Cabañas (r.) im Duell mit dem Mexikaner Francisco Javier Cruz während der WM 1986, im Hintergrund Mannschaftskapitän Rogelio Delgado

Cabañas wechselte daraufhin nach Kolumbien zu América de Cali, wo er zweimal in Folge die Categoría Primera A gewann und dreimal in Folge im Endspiel um die Copa Libertadores stand. Gegen Argentinos Juniors, River Plate respektive Peñarol Montevideo zog er mit dem Klub jedoch jeweils den Kürzeren. Parallel qualifizierte er sich mit der Nationalmannschaft für das Weltmeisterschaftsturnier 1986, die erste Endrundenteilnahme seit der WM 1958. Dort erreichte er als Gruppenzweiter hinter Gastgeber Mexiko vor dem späteren Halbfinalisten Belgien – beim 2:2-Remis im direkten Duell glich er zweimal Führungen der Europäer aus, damit war er zusammen mit dem ebenfalls zwei Turniertreffer erzielenden Julio César Romero einziger paraguayischer Turniertorschütze – und dem punktlosen Schlusslicht Irak das Achtelfinale, in dem sich England durchsetzte.
1988 wechselte Cabañas nach Europa, wo er vom aus der Division 1 abgestiegenen französischen Klub Brest Armorique FC unter Vertrag genommen wurde. In der Spielzeit 1988/89 erzielte er für den heute als Stade Brest bekannten Klub 22 Saisontore, damit war er bester Torschütze seiner Zweitliga-Staffel (der Luxemburger Robert Langers von US Orléans erzielte in der anderen Staffel 27 Tore, so dass je nach Statistik nur dieser oder beide als Torschützenkönige geführt werden). Als Vizemeister hinter dem FC Mulhouse zog die Mannschaft in die Relegation ein und setzte sich dort Dank eines 2:2-Remis und 1:0-Heimerfolgs gegen Racing Straßburg durch. 1990 wechselte er innerhalb der französischen Meisterschaft zum Erstdivisionär Olympique Lyon, wo er in der Spielzeit 1990/91 neun Tore zur Qualifikation für den UEFA-Pokal als Tabellenfünfter beitrug.
Cabañas kehrte 1991 nach Südamerika zurück, wo er zunächst für die Boca Juniors spielte. 1993 ging er nach Ecuador zu Barcelona Sporting Club, kehrte aber nach einem Jahr zu den Boca Juniors zurück. Später spielte er noch für den Club Libertad in seinem Heimatland, Independiente Medellín und Real Cartagena.